# Оренбургский уланский полк
Оренбургский уланский полк (до 1812 — Оренбургский драгунский полк) — регулярная кавалерийская воинская часть Российской императорской армии, сформированный на территории Оренбургской губернии. 

## История полка
- 14 декабря 1784 — сформирован генерал-майором Н. С. Шемякиным из частей Оренбургского и Черноярского полевых батальонов в составе 10 эскадронов[1]. Назван Оренбургский драгунский полк.
- 29 ноября 1796 — приведён в состояние пяти эскадронов; часть нижних чинов были отчислены на формирование Рыльского мушкетерского полка. Полк причислен к составу 11-й Оренбургской дивизии (Оренбургской инспекции).
- 31 октября 1798 — полк переименован по имени своего шефа в Драгунский генерал-майора Воеводского полк.
- 30 декабря 1799 — Драгунский генерал-лейтенанта Воеводского полк.
- 29 марта 1801 — возвращено прежнее название — Оренбургский драгунский полк. Располагался в Казанской губернии
- 28 августа 1805 — два с половиной эскадрона были отделены на формирование Лифляндского драгунского полка. Взамен образованы новые эскадроны.
- 16 августа 1806 — 2-й и 5-й эскадроны направлены на составление Ямбургского драгунского полка, а 3-й и 4-й эскадроны на составление Нежинского драгунского полка. Взамен сформированы 3 новых эскадрона и присоединён один эскадрон Сибирского драгунского полка.
- 5 февраля 1808 — полк вошёл в состав 23-й пехотной дивизии[2].
- 12 октября 1811 — полк перешёл в состав действующей армии в 9-ю бригаду 3-й кавалерийской дивизии.
- 1812 — приписан к 1-й Западной армии — в 3-й резервный кавалерийский корпус, расквартированный в Белостокской области. В Бородинском сражении полк сражался на левом фланге и в центре русской позиции.
- 17 декабря 1812 — переименован в Оренбургский уланский полк, в составе 1-й уланской дивизии.
- 1813 — в составе армии Беннигсена участвовал в заграничных походах 1813—1814 гг.
- 1816 — расквартирован в районе г. Торжок.
- 1831 — полк участвовал в усмирении польского восстания.
- 23 декабря 1841 — в полку упразднён резервный эскадрон.
- 31 декабря 1851 — полк расформирован. 1-й и 2-й эскадроны направлены в Уланский Его Императорского Высочества Эрц-Герцога Австрийского Карла-Фердинанда полк, 7-й и 8-й эскадроны направлены в Уланский Его Императорского Высочества Эрц-Герцога Австрийского Леопольда полк. С ними, для сохранения отличий, переданы в эти полки дивизионные штандарты.

## Шефы полка
- 03.12.1796 — 17.03.1797 — генерал-майор Ланской, Николай Сергеевич
- 23.09.1797 — 20.10.1797 — генерал-майор Бакунин, Михаил Михайлович
- 20.10.1797 — 10.01.1798 — генерал-майор граф Сиверс, Карл Эберхардт[нем.]
- 10.01.1798 — 31.07.1807 — генерал-майор (генерал-лейтенант) Воеводский, Аркадий Гаврилович
- 30.08.1807 — 01.09.1814 — полковник (генерал-майор) Дятков, Степан Васильевич

## Командиры полка
- 1795 — 09.12.1797 — полковник Ладыженский, Александр Николаевич
- 22.04.1798 — 10.11.1798 — майор Козловский, Яков Иванович
- 11.11.1798 — 29.08.1805 — майор (подполковник) Рыков, Василий Дмитриевич
- 25.02.1807 — 01.06.1815 — майор (подполковник) Зоненбах, Фёдор Максимович
- 01.06.1815 — 19.07.1818 — полковник Столыпин, Николай Алексеевич
- 19.07.1818 — 18.09.1818 — полковник Безобразов, Григорий Михайлович
- 18.09.1818 — 24.02.1826 — полковник Алферьев, Павел Васильевич
- 24.02.1826 — 01.01.1827 — полковник Ивашкин, Григорий Петрович
- 01.01.1827 — 06.10.1831 — полковник барон фон Торнау, Фёдор Егорович
- 10.11.1831 — 04.12.1834 — (командующий) подполковник Евреинов, Иван Антонович
- 06.12.1834 — 16.04.1841 — флигель-адъютант полковник (генерал-майор) светлейший князь Ливен, Андрей Карлович
- 16.04.1841 — 31.12.1844 — полковник Сераковский, Вильгельм Карлович
- 31.12.1844 — 31.12.1851 — (до 31.12.1845 командующий) подполковник (полковник) Бутович, Андрей Алексеевич